# Ficarra

Ubicació de Ficarra dins la província

Ficarra (sicilià Ficarra) és un municipi italià, dins de la ciutat metropolitana de Messina. L'any 2005 tenia 1.724 habitants. Limita amb els municipis de Brolo, Naso, Sant'Angelo di Brolo i Sinagra.

## Administració
- Nunzio Ferraloro (1946 - 1947)
- Biagio Mancuso (1947 - 1952)
- Gaetano Milio (1952 - 1956)
- Pietro Pizzuto (1956 - 1962)
- Raffaele Antonino (1962 - 1967)
- Giuseppe Marchese (1967 - 1975)
- Francesco D'Amico (1975 - 1980)
- Giuseppe Marchese (1980 - 1981)
- Salvatore Pizzuto (1981 - 1983)
- Rosetta Casella (1983 - 1985)
- Carmelo Fallo (1985 - 1988
- Commissario straordinario - (1988 - 1989
- Carmelo Catena (1989 - 1990
- Antonio Mancuso (1990 - 1991
- Commissario straodinario (1991 - 1993
- Giuseppe Ridolfo (1993 - 1997
- Antonio Mancuso (1997 - 2000
- Carmelo Catena (2000 - 2006)
- Basilio Ridolfo (2006 -)